# Lasioglossum seillean
Lasioglossum seillean är en biart som först beskrevs av Jason Gibbs och Laurence Packer 2013.

## Beskrivning
Ett avlångt bi med svart, avlångt huvud och svart mellankropp. Hanen har dock delar av clypeus (munskölden) och labrum (överläppen) gula, samt käkarna (mandiblerna) bruna. Bakkroppen är mörkbrun, hos honan nästan svart. Behåringen är generellt gles; honan har dock tätare hårband längs tergiternas framkanter; dessutom har hon täta hårborstar för polleninsamling (pollenkorgar) på baklåren. Honan är mellan 6 och 6,5 mm lång, hanen mellan 6 och 7 mm.

## Ekologi
På grund av att Lasioglossum seillean är en helt ny art är fortfarande mycket osäkert om dess biologi, men den är troligen ett solitärt bi som förefaller att gräva ut sina bon i sandjordar.
Arten antas vara polylektisk med en övervikt för ljungväxter, i synnerhet blåbärssläktet; speciellt honor besöker ofta amerikanskt blåbär. Andra värdväxter är maskrossläktet i familjen korgblommiga växter och vit sötväppling i familjen ärtväxter.

## Utbredning
Biet är framför allt en kanadensisk art, som förutom två fynd i Northwest Territories och tre i Alberta har påträffats i ett bälte i sydöstra delarna av landet från Ontario över Quebec och New Brunswick till Prince Edward Island och Nova Scotia. Den har också blivit funnen i Michigan i USA.